# Seaton (Illinois)
Seaton is een plaats (village) in de Amerikaanse staat Illinois, en valt bestuurlijk gezien onder Mercer County.

## Demografie
Bij de volkstelling in 2000 werd het aantal inwoners vastgesteld op 242. In 2006 is het aantal inwoners door het United States Census Bureau geschat op 231, een daling van 11 (-4,5%).

## Geografie
Volgens het United States Census Bureau beslaat de plaats een oppervlakte van 4,1 km², geheel bestaande uit land. Seaton ligt op ongeveer 187 m boven zeeniveau.

## Plaatsen in de nabije omgeving
De onderstaande figuur toont nabijgelegen plaatsen in een straal van 20 km rond Seaton.